# Jetro Willems
Jetro Willems (født 30. marts 1994 i Curaçao) er en professionel fodboldspiller fra Holland der spiller som forsvarspiller. Han er lige nu uden kontrakt.
Han fik debut for Hollands fodboldlandshold i maj 2012.

## Karriere
Willems blev født i Curaçao og flyttede til Holland sammen med sine forældre, da han var lille. Han begyndte at spille fodbold i den lokale klub Spartaan ´20, og rykkede senere til Sparta Rotterdam. Det var også her at han fik sin professionelle debut, da han den 16. januar 2011 i Eerste Divisie-kampen mod Go Ahead Eagles var med i startopstillingen.
Willems skiftede den 31. august 2011 til den hollandske storklub PSV Eindhoven fra Æresdivisionen, på en 3-årig kontrakt. Han fik debut i landets bedste række den 23. oktober 2011, da han kom på banen i en mod Vitesse Arnhem.
Kontrakten med PSV blev i april 2012 forlænget til 2016.

### Landshold
Jetro Willems debuterede 26. maj 2012 for Hollands fodboldlandshold i en kamp mod Bulgarien. Dette var samme dag hvor han af landstræner Bert van Marwijk blev udtaget til Europamesterskabet i fodbold, der skulle spilles i Ukraine og Polen. Han var den 5. juni 2012 registreret for to landskampe og ingen mål for nationalmandskabet. Ved turneringen blev han den yngste spiller ved en EM-slutrunde nogensinde, da han med sine 18 år og 71 dage, slog belgieren Enzo Scifos rekord fra 1984 med 44 dage.